# Bez słowa
Bez słowa (ang. Mute, w niektórych krajach znany jako Moon II) – brytyjsko-niemiecki film fantastycznonaukowy z gatunku neo-noir z 2018 roku w reżyserii Duncana Jonesa. W filmie występują Alexander Skarsgård, Paul Rudd, Justin Theroux, Robert Sheehan, Noel Clarke, Florence Kasumba, Seyneb Saleh  i Dominic Monaghan. Opowiada o niemym barmanie, poszukującym swojej zaginionej ukochanej.
Film pojawił się w serwisie Netflix 23 lutego 2018. Otrzymał przede wszystkim negatywne recenzje. Był chwalony za efekty specjalne, ale krytykowany za tempo, fabułę oraz źle opracowany temat. Wielu krytyków w niekorzystny sposób porównywało go do filmu Łowca androidów.

## Obsada
- Alexander Skarsgård jako Leo, niemy mężczyzna, który utracił głos w dzieciństwie
- Levi Eisenblätter jako młody Leo
- Paul Rudd jako Cactus Bill, amerykański chirurg
- Justin Theroux jako Duck, partner i przyjaciel Cactusa
- Seyneb Saleh jako Naadirah, dziewczyna Leo[2]
- Robert Sheehan jako Luba[3]
- Gilbert Owuor jako Maksim
- Jannis Niewöhner jako Nicky Simsek
- Robert Kazinsky jako Rob
- Noel Clarke jako Stuart
- Dominic Monaghan jako Oswald
- Mia-Sophiei Lea-Marie Bastin jako Josie
- Florence Kasumba jako Tanya
- Anja Karmanski jako Kathy
- Sam Rockwell jako Sam Bell (cameo)[4]